# Montgardin
Ne doit pas être confondu avec Montgardon.
Montgardin est une commune française située dans le département des Hautes-Alpes, en région Provence-Alpes-Côte d'Azur.
Ses habitants sont appelés les Montgardinois.

## Géographie

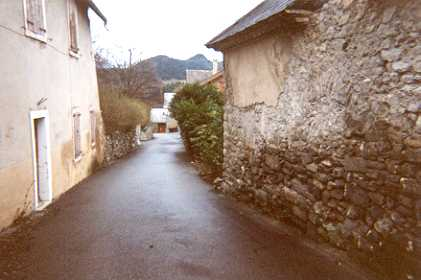
Rue du village.

Montgardin se situe à 5 km de Chorges, à 6 km de La Bâtie-Neuve, à 15 km de Gap et à 22 km de Tallard, à proximité du lac de lac de Serre-Ponçon. Le vieux village se dresse sur une colline dominant la vallée de l'Avance. Il culmine à 970 mètres d'altitude, mais le point culminant de la commune se trouve dans le quartier de Mal Boisset, à 1 421 mètres.
Il comprend plusieurs hameaux :
- les Viaux
- les Aroncis
- les Bridons
- les Massots

et, dans la plaine, le hameau de Saruchet.

### Hydrographie
La rivière de l'Avance coule dans la plaine, tandis que le haut du village est alimenté par les eaux capricieuses du torrent de Combe-Chabert. La plaine est soumise aux débordements fréquents de l'Avance qui provoquent des coulées de boue sur la voie entre Chorges et Montgardin. Ces événements ne sont pas nouveaux. Le 21 juin 1798, par exemple, le ruisseau du Dévezet, dans la plaine, entre en crue, comme en témoigne une lettre des consuls : « Citoyens, je vous préviens qu'une grande crue d'eau a tombé au béat du Sarruchet et qu'il a intercepté la grande route, impossible que personne ne puisse y passer ny à pied ny à cheval. »

### Climat
Pour des articles plus généraux, voir Climat de Provence-Alpes-Côte d'Azur et Climat des Hautes-Alpes.
En 2010, le climat de la commune est de type climat méditerranéen altéré, selon une étude du Centre national de la recherche scientifique s'appuyant sur une série de données couvrant la période 1971-2000. En 2020, Météo-France publie une typologie des climats de la France métropolitaine dans laquelle la commune est exposée à un climat de montagne ou de marges de montagne et est dans la région climatique Alpes du sud, caractérisée par une pluviométrie annuelle de 850 à 1 000 mm, minimale en été.
Pour la période 1971-2000, la température annuelle moyenne est de 9,4 °C, avec une amplitude thermique annuelle de 17,3 °C. Le cumul annuel moyen de précipitations est de 1 035 mm, avec 7,1 jours de précipitations en janvier et 5,9 jours en juillet. Pour la période 1991-2020, la température moyenne annuelle observée sur la station météorologique de Météo-France la plus proche, « Gap », sur la commune de Gap à 13 km à vol d'oiseau, est de 11,5 °C et le cumul annuel moyen de précipitations est de 863,3 mm. 
La température maximale relevée sur cette station est de 38,2 °C, atteinte le 23 août 2023 ; la température minimale est de −15,3 °C, atteinte le 5 février 2012,,.
Les paramètres climatiques de la commune ont été estimés pour le milieu du siècle (2041-2070) selon différents scénarios d'émission de gaz à effet de serre à partir des nouvelles projections climatiques de référence DRIAS-2020. Ils sont consultables sur un site dédié publié par Météo-France en novembre 2022.

### Logements
De 1999 à 2004, le nombre de logements est passé de 165 à 188, soit une augmentation de 14 %. L'essentiel des nouvelles habitations se concentre dans le nouveau village, au lotissement de Sarruchet, en raison de sa proximité avec l'agglomération de Chorges (3 km), qui est correctement pourvue en commerces.

## Urbanisme

### Typologie
Au 1er janvier 2024, Montgardin est catégorisée commune rurale à habitat dispersé, selon la nouvelle grille communale de densité à 7 niveaux définie par l'Insee en 2022.
Elle est située hors unité urbaine. Par ailleurs la commune fait partie de l'aire d'attraction de Gap, dont elle est une commune de la couronne,. Cette aire, qui regroupe 73 communes, est catégorisée dans les aires de 50 000 à moins de 200 000 habitants,.

### Occupation des sols
L'occupation des sols de la commune, telle qu'elle ressort de la base de données européenne d’occupation biophysique des sols Corine Land Cover (CLC), est marquée par l'importance des forêts et milieux semi-naturels (51,6 % en 2018), une proportion sensiblement équivalente à celle de 1990 (51,4 %). La répartition détaillée en 2018 est la suivante :
forêts (31,8 %), terres arables (22,8 %), zones agricoles hétérogènes (19,3 %), milieux à végétation arbustive et/ou herbacée (15 %), espaces ouverts, sans ou avec peu de végétation (4,8 %), prairies (3,2 %), zones industrielles ou commerciales et réseaux de communication (3,1 %).
L'évolution de l’occupation des sols de la commune et de ses infrastructures peut être observée sur les différentes représentations cartographiques du territoire : la carte de Cassini (XVIIIe siècle), la carte d'état-major (1820-1866) et les cartes ou photos aériennes de l'IGN pour la période actuelle (1950 à aujourd'hui).

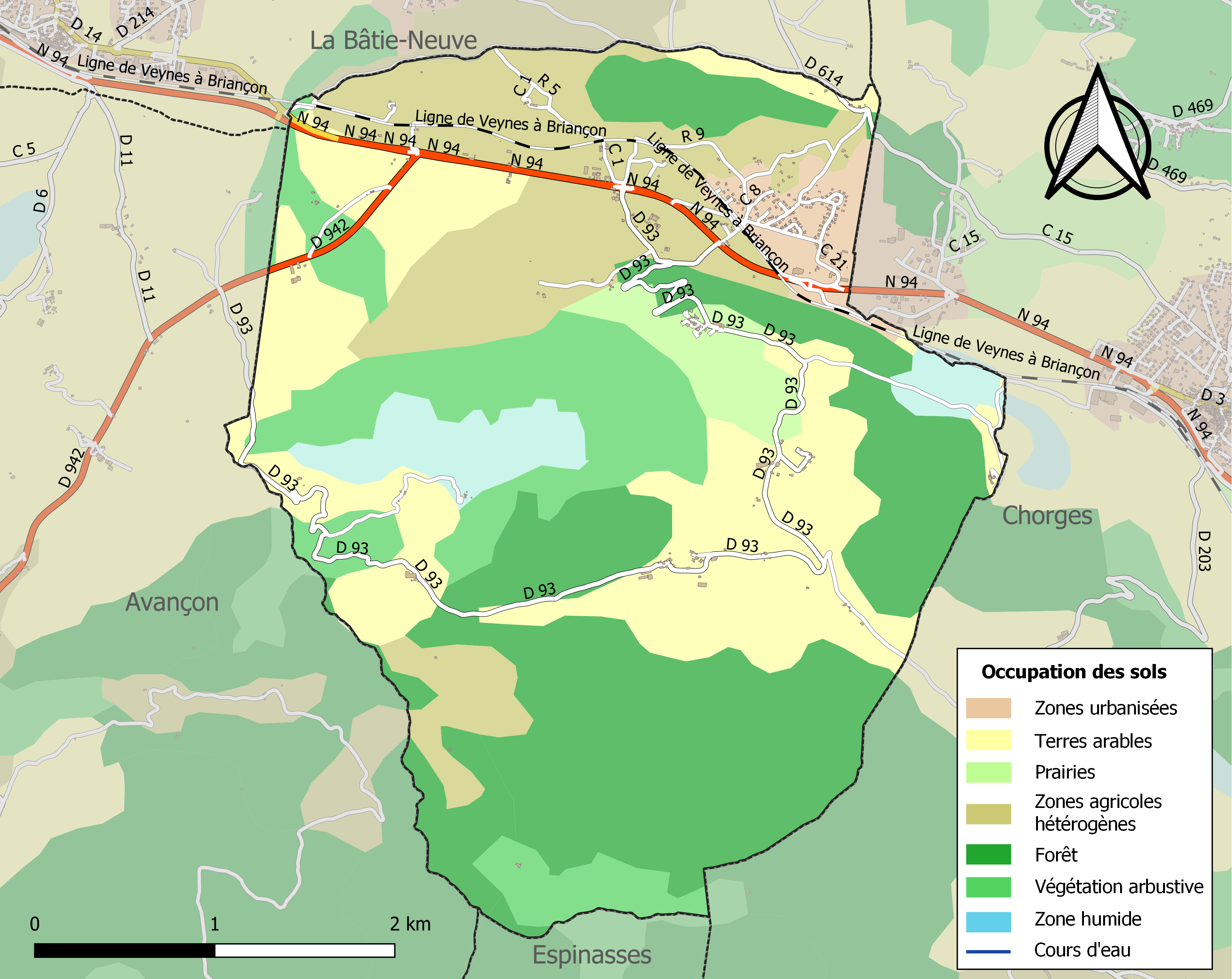
Carte de l'occupation des sols de la commune en 2018 (CLC).

## Toponymie

### Table des variantes chronologiques
| Forme du nom                                                            | Date attestée    |
| ----------------------------------------------------------------------- | ---------------- |
| Monsgardin dans le cartulaire de l'abbaye de Saint Victor de Marseille. | 1080             |
| Monsgardinus                                                            | 1177, 1235, 1302 |
| Castrum Montisgardini                                                   | 1326             |
| Montgardin                                                              | 1472             |
| Locus Montisgardini                                                     | 1479             |
| Montgardin                                                              | 1512, 1568       |

Du latin médiéval mons (« montagne ») et gardinus (« jardin »). Gardin peut aussi être considéré comme un nom de famille. Il peut aussi s'agir d'un archaïsme, dans la mesure où la forme « jardin » avec g ne correspond pas à la phonétique régionale. Dans le cas présent, le nom « jardin » peut indiquer simplement que la colline était cultivée, cela la différenciant fortement des autres.

### Toponymie populaire
Si Montgardin a bien l'étymologie évoquée ci-dessus, l'étymologie populaire des villages d'Avançon et de Montgardin tient en cette légende : on dit que le Christ monté sur un ânon vint à passer dans la vallée. L'animal se traînant comme tout bon âne, il lui cria : « Avançons ! ». Le nom est resté. Un peu plus loin, il se fâcha pour de bon : « Monte, gredin ! » Montgardin était né !

## Histoire
Le site de Montgardin est habité depuis au moins l'époque celtique, puisqu'on y retrouve les traces d'un oppidum. Le lieu est alors situé à la frontière entre la nation des Avantices de Gap et celle des Caturiges de Chorges. Cet oppidum servit semble-t-il de base à l'armée romaine d'Octave pour ouvrir la voie entre la Gaule narbonnaise et l'Italie et conquérir les villes de Chorges puis d'Embrun.

### Moyen Âge

Le blason de la ville:
Mantelé de gueules au château d'argent maçonné de sable, ouvert et ajouré du champ, surmonté d'une rose aussid'argent, et d'or à deux dauphins affrontés d'azur crêtés, barbés, lorés, peautrés et oreillés de gueules.

Montgardin est pour la première fois mentionné au XIe siècle, comme siège d'un prieuré conventuel de saint Géraud d'Aurillac. Elle est la possession de la famille Rambaud qui en conserve la seigneurie jusqu'en 1649, date où Montgardin passe aux Aiguebelle. Souvent soumis aux aléas historiques de la vallée de l'Avance, Montgardin endure plusieurs périodes difficiles, comme en l'an 1348 où des bandes de pillards attaquent le village avant d'aller écumer le reste de l'Embrunais.
Du fait de sa position, Montgardin voit passer sur ses chemins des trafiquants en tout genre qui, venant de Provence, désirent éviter Gap et ses péages. La vallée de l'Avance, et la route qui le longe, de Tallard à Montgtardin, constituent un raccourci facile, bien qu'illégal. Le 24 novembre 1336, le dauphin Humbert II menace ces trafiquants d'une forte amende, en vain. Le trafic se poursuit tout au long du Moyen Âge.

#### XIesiècle
- 1045 : Aynard Ier, seigneur de Domène, dont l’oncle Rambaud est le puîné de neuf enfants, fait des dons en 1045 et 1058, avec deux autres oncles, Rodolphe, évêque de Gap, Guigues et Arthenulphe, à l'occasion de la dédicace de l’église du prieuré de Domène. Parmi ses dons des dîmes à Montgardin, ce qui nous montre bien que cette terre appartient au moins en partie à cette famille.

#### XIIesiècle
- 1193 : Pierre Rambaud est présent quand Guillaume de Forcalquier fait don à l’une de ses filles, le 5 juillet 1193, des châteaux de Ventavon, Upaix, Le Puget, Alamon. Il fait partie des seigneurs qui ont juré avec le prince, avec Guigues de Briançon, Arnaud Flotte, Raymond Ossacica, Falques de Veynes, Boniface de Tallard…

#### XIIIesiècle
- 1202 : en juin 1202, Pierre Rambaud assiste au mariage d’André Guigues VI, dauphin du Viennois, à Sainte-Euphémie, avec Beatrix Claustral de Sabran, héritière des Forcalquier, du Dauphin du Viennois.
- 1230 : ... Transaction et arbitrage d'un différend entre les Seigneurs de Montgardin et les habitants du lieu, comportant signatures en laquelle est nommé noble Rambaud, coseigneur de Montgardin avec Hugues Rambaud son fils, acte Reçu par Durand Isnard, notaire impérial.
- 1265 : Pierre de Rivière est alors coseigneur de Montgardin.

#### XIVesiècle
- 17 septembre 1368 : des bandes armées, venues de Provence et pillant la région, attaquent Montgardin. Elles se dirigent ensuite vers Chorges et l'Embrunais[14].

En 1485, alors que le monastère de Camprodon, dans le diocèse de Gérone, est pillé par les troupes français lors de la guerre contre l'Aragon, Jean Richier, le seigneur de Montgardin, achète au couvent les reliques de saint Pelade, saint d'Embrun du IVe siècle, avant de les lui restituer mais de conserver un bras dans la chapelle de son château.

### Renaissance

#### XVIesiècle
- 1500 : Mort de Pierre de Montgardin. La co-seigneurie des de Montgardin se fond avec celle de la famille Rambaud et des Richière.
- 1503 : Antoine Rambaud, d'une branche cadette des seigneurs de Montgardin, est un éminent professeur de droit, éditeur des décisions de Guy Pape, célèbre jurisconsulte, né en 1402, mort en 1480. Jacques Charles Brunet (II, 1811) ne signale qu'une édition de 1520. Les décisions de Guy Pape ont été longtemps d'une grande autorité dans les pays de droit écrit. (Brunet).
- 1510 : Michel Richière, petit-fils d'Antoinette de Rousset, augmente la dotation de la chapelle Saint-Antoine ainsi que celle de Sainte-Pélade et de Sainte-Marie-Madeleine. La même année, mort de Michel Richière.
- 1512 : Michel Richière, petit-fils de Michel, co-seigneur de Montgardin.
- 1516 : Guélix Rambaud de Furmeyer, co-seigneur de Montgardin. Des chapelles de Sainte-Marie et de Saint-Antoine paient les décimes. Ces monuments disparaissent au XVIIIe siècle.
- 1520 : Jean Richière, co-seigneur.
- 1524 : Guélix Rambaud de Furmeyer est blessé à Pavie.
- 1550 : Mort de Jean Richière, co-seigneur, sans postérité. Antoine, son frère, devient co-seigneur.
- 1552 : Mort d'Antoine Richière, sans postérité. Catherine, sa sœur, épouse de Charles d'Aiguebelle, reçoit la co-seigneurie.
- 1556 : Antoine Rambaud de Furmeyer, le premier des capitaines Furmeyer est co-seigneur de Montgardin.
- janvier 1566 : Antoine Rambaud de Furmeyer meurt sans postérité. Jacques Rambaud de Furmeyer, son frère, devient co-seigneur à sa place. Lesdiguières, son cousin le remplace dans ses fonctions de général et de Gouverneur des Montagnes.
- novembre et décembre 1586 : La Valette, faisant le siège de Chorges, établit son quartier général à Montgardin.
- 1590 : Antoine d'Aiguebelle, fils de Charles et de Catherine Richière, co-seigneur.
- avant 1594 : Construction d'un temple protestant à Montgardin. Il fut détruit par la suite.
- 20 juillet 1594 : Mort de Jacques Rambaud de Furmeyer, le dernier des capitaines Furmeyer, ancien gouverneur de Gap et diplomate au service d'Henri IV. Il laisse à Jean Rambaud, bâtard, qui sera reconnu officiellement par Henri IV de France et Louis XIII une part de la seigneurie de Montgardin que celui-ci transmet à Gaspard Rambaud de Beaurepaire, son fils.

### Temps modernes
Le XVIIe siècle est marquée par l'invasion du Dauphiné par les armées savoyardes (1692). Montgardin est mise à sac. Les archives antérieures à cette date sont détruites.

#### XVIIesiècle
- 1609 : Joseph de Rambaud, fils de Gaspard Rambaud de Beaurepaire, co-seigneur.
- 1616 : le prieuré de Saint-Géraud, pourtant ruiné pendant les guerres de religion, existe toujours.
- 1625 : Étienne d'Aiguebelle, co-seigneur.
- 1644 : Henri de Rambaud co-seigneur de Montgardin.
- 7 octobre 1649 : Judith d'Armand, veuve de Jean Rambaud de Montgardin, vend Montgardin à Etienne d'Aiguebelle pour 1.300 livres.
- 1650 : Mort d'Étienne d'Aiguebelle, sans postérité. Esprit d'Aiguebelle, son cousin-germain, devient co-seigneur.
- 1692 : Montgardin subit l'invasion du Haut-Dauphiné par l'armée du duc de Savoie et de ses alliés. Les archives de Montgardin (dont les registres paroissiaux) sont détruites.
- 1693 : Joseph de Revilliasc achète aux Aiguebelle la co-seigneurie.

#### XVIIIesiècle
En 1715, Henri Laurent de Rambaud devient co-seigneur de Montgardin. En 1728, Joseph de Revillasc achète aux Rambaud la co-seigneurie de Montgardin. Après des siècles de seigneurie, les Rambaud cessent d'être seigneurs du lieu. Les Revilliasc se succèdent : François de Revilliasc, en 1730, alors que le village compte 326 habitants ; Charles de Revilliasc, en 1735.
Peu avant 1742, une nouvelle chapelle Saint-Pélade est créée. L'archevêque est collateur de la cure et le curé-prieur perçoit les dîmes. Le 25 octobre 1764, l'église de Montgardin, en la personne de Charles de Revilliasc, cède la relique de la moitié du bras de saint Pelade au chapitre d'Embrun. Celle-ci avait été dérobée à la cathédrale d'Embrun durant le Moyen Âge,.
En 1755, Montgardin compte 252 habitants, et 300 en 1763. En 1765, Jacques de Revilliasc devient seigneur de Montgardin. Quatre ans plus tard, en 1769, un nouveau curé s'y établit, en la personne de Joseph Masse. Enfin, le dernier seigneur de Montgardin hérite de sa seigneurie en 1775 ou en 1776. Il se nomme Joseph-Marie de Revilliasc, seigneur de Montgardin. Le pouvoir du dernier des Revilliasc est contesté et, à l'instar de ce qui se pratique dans la région, et notamment à Chorges, des attentats se produisent à Montgardin pour ce qui est perçu comme des abus de pouvoir, liés notamment à la perception de droits tombés en désuétude. La population est très pauvre. Tout semble concourir à l'arrivée de la Révolution.

### Époque moderne
La Révolution met fin à la seigneurie et le dernier seigneur de Montgardin, Joseph Marie de Revilliasc est exécuté sans jugement. Placé dans un tonneau contenant des pointes acérées, il est jeté du sommet de la colline.
Montgardin se dote par la suite d'une administration municipale, à l'instar de ses voisins et vit désormais comme une commune agricole paisible, même si le produit de son agriculture ne permet pas à ses habitants de mener grand train. La loi du 17 février 1800 rattache la commune de Montgardin à l'arrondissement de Gap, amputant ainsi l'arrondissement d'Embrun auquel elle appartenait jusqu'alors.

#### XIXesiècle
- 1803 : Le village est dévasté par un terrible incendie.
- 3 avril 1809 : À Naples (Italie), mort de Jean-Pierre Barrachin, fils d'Ozias et de Catherine Goutro, « … lequel Jean Pierre Barrachin, au service militaire de l’Empire français, au vingtième Régiment de ligne, quatrième bataillon, première compagnie tambours, natif de Montgardin, département des Hautes-Alpes, entré à l’hôpital le deux avril mille huit cents neuf est mort ce jourd’hui trois avril mille huit cents neuf à la suite d’une blessure reçue en descente. »
- 5 mai 1839 : Une battue aux loups est organisée sur la commune : « Cette battue aura lieu dimanche prochain, 5 du présent mois, mais elle devra commencer dans les bois des trois communes à sept heures précises. (...) Il faudra vous procurer le plus grand nombre possible de traqueurs et, à l’heure fixée, faire commencer la battue, en la dirigeant du pied du bois vers leur sommet et du côté de Chorges, autant que faire se peut, afin que si les loups étaient manqués par vos tireurs, ils puissent être rejetés sur ceux de cette commune. Vous aurez la bonté de choisir les divers habitants de votre commune réputés pour être les meilleurs tireurs, et ceux-là seulement devront être postés et armés de fusils (...). Il ne doit pas être tiré un coup de fusil sur quelle pièce de gibier quelque ce soit, et (...) il sera dressé procès-verbal contre tout individu qui enfreindrait cette défense... »[21]
- 28 mars 1842 : Au château, mort de Jean Thomas Astier, prêtre à Sigoyer.
- 1843 : Un violent orage balaie la commune de Montgardin et les communes environnantes.
- 31 décembre 1843 : Un incendie dans une maison particulière, au quartier de l'Adroit, provoque la mort de deux femmes.
- 7 février 1888 : Les archives de Montgardin sont remises aux Archives à Gap.
- 26 octobre 1893 : Dernier dépôt d'archives à Gap.
- 28 juin 1894 : Un violent orage balaie la commune de Montgardin et les communes environnantes.

## Politique et administration

### Liste des maires
En avril 2021, le maire Jean-Marc Aurouze, a été démis de ses fonctions par le Préfet à la suite d'accusations de viols et d'agressions sexuelles sur mineures. Jean-Marc Aurouze avait été élu à la suite du décès de Roger Mamo survenu le 25 janvier 2018 au cours de son 7e mandat. Roger Mamo était en fonction depuis 1977.
| Période                                  | Période                       | Identité              | Étiquette | Qualité                                                                        |
| ---------------------------------------- | ----------------------------- | --------------------- | --------- | ------------------------------------------------------------------------------ |
| Les données manquantes sont à compléter. |                               |                       |           |                                                                                |
| 1793[réf. nécessaire]                    | février 1832[réf. nécessaire] | Jean Pierre Astier    |           |                                                                                |
| février 1832                             | juin 1835                     | Jean François Turcan  |           |                                                                                |
| juin 1835                                | décembre 1843                 | Jean-Pierre Astier    |           |                                                                                |
| décembre 1843                            | novembre 1846                 | Joseph Hermitte       |           |                                                                                |
| novembre 1846                            | novembre 1848                 | Joseph Astier         |           |                                                                                |
| novembre 1848                            | août 1852                     | Joseph Turcan         |           |                                                                                |
| août 1852                                | septembre 1865                | Jean Antoine Garcin   |           |                                                                                |
| septembre 1865                           | mars 1878                     | Jean Joseph Bonnafoux |           |                                                                                |
| mars 1878                                | septembre 1878                | Casimir Astier        |           |                                                                                |
| septembre 1878                           | février 1881                  | Jean Joseph Bertrand  |           |                                                                                |
| février 1881                             | 1887                          | Auguste Garcin        |           |                                                                                |
| 1887                                     | ...                           | données manquantes    |           |                                                                                |
| 1893                                     | ...                           | Joseph Bonnafoux      |           | Titulaire du mérite agricole                                                   |
| 1945                                     | avril 1953                    | Jules Richard         |           |                                                                                |
| mai 1953                                 | mars 1959                     | Emile Bertrand        |           | Agriculteur                                                                    |
| mars 1959                                | mars 1971                     | Lucien Espitallier    |           | Agriculteur                                                                    |
| mars 1971                                | mars 1977                     | Robert Espitallier    |           | Métreur vérificateur                                                           |
| mars 1977                                | 25 janvier 2018               | Roger Mamo            | DVD       | Ancien directeur de la MSA des Hautes-Alpes. Décédé au cours de son 7e mandat. |
| mars 2018                                | avril 2021                    | Jean-Marc Aurouze,    |           | Ancien cadre                                                                   |
| avril 2021                               | En cours                      | Christian Borel       |           | Ancien premier adjoint                                                         |

### Intercommunalité
Montgardin fait partie :
- de 2000 à 2017, de la communauté de communes de la vallée de l'Avance ;
- à partir du 1er janvier 2017, de la communauté de communes Serre-Ponçon Val d'Avance[26].

## Population et société

### Démographie

#### Évolution démographique
L'évolution du nombre d'habitants est connue à travers les recensements de la population effectués dans la commune depuis 1793. Pour les communes de moins de 10 000 habitants, une enquête de recensement portant sur toute la population est réalisée tous les cinq ans, les populations de référence des années intermédiaires étant quant à elles estimées par interpolation ou extrapolation. Pour la commune, le premier recensement exhaustif entrant dans le cadre du nouveau dispositif a été réalisé en 2004.

En 2022, la commune comptait 481 habitants, en évolution de +3 % par rapport à 2016 (Hautes-Alpes : +0,4 %, France hors Mayotte : +2,11 %).
| 1793 | 1800 | 1806 | 1821 | 1831 | 1836 | 1841 | 1846 | 1851 |
| ---- | ---- | ---- | ---- | ---- | ---- | ---- | ---- | ---- |
| 346  | 326  | 441  | 374  | 346  | 400  | 422  | 394  | 395  |

| 1856 | 1861 | 1866 | 1872 | 1876 | 1881 | 1886 | 1891 | 1896 |
| ---- | ---- | ---- | ---- | ---- | ---- | ---- | ---- | ---- |
| 357  | 377  | 382  | 348  | 358  | 411  | 329  | 314  | 291  |

| 1901 | 1906 | 1911 | 1921 | 1926 | 1931 | 1936 | 1946 | 1954 |
| ---- | ---- | ---- | ---- | ---- | ---- | ---- | ---- | ---- |
| 281  | 255  | 281  | 239  | 210  | 174  | 205  | 187  | 163  |

| 1962 | 1968 | 1975 | 1982 | 1990 | 1999 | 2004 | 2006 | 2009 |
| ---- | ---- | ---- | ---- | ---- | ---- | ---- | ---- | ---- |
| 177  | 182  | 176  | 249  | 304  | 380  | 392  | 403  | 454  |

| 2014 | 2019 | 2022 | - | - | - | - | - | - |
| ---- | ---- | ---- | - | - | - | - | - | - |
| 461  | 457  | 481  | - | - | - | - | - | - |

#### Pyramide des âges
En 2021, le taux de personnes d'un âge inférieur à 30 ans s'élève à 27,7 %, soit en dessous de la moyenne départementale (28,5 %). De même, le taux de personnes d'âge supérieur à 60 ans est de 33,1 % la même année, alors qu'il est de 33,2 % au niveau départemental.
En 2021, la commune comptait 254 hommes pour 224 femmes, soit un taux de 53,14 % d'hommes, largement supérieur au taux départemental (48,71 %).
Les pyramides des âges de la commune et du département s'établissent comme suit :
| Hommes | Classe d’âge | Femmes |
| ------ | ------------ | ------ |
| 0,4    | 90 ou +      | 0,0    |
| 9,5    | 75-89 ans    | 9,8    |
| 22,2   | 60-74 ans    | 24,4   |
| 24,7   | 45-59 ans    | 24,8   |
| 13,6   | 30-44 ans    | 15,4   |
| 15,6   | 15-29 ans    | 12,6   |
| 14,0   | 0-14 ans     | 13,0   |

| Hommes | Classe d’âge | Femmes |
| ------ | ------------ | ------ |
| 1      | 90 ou +      | 2,5    |
| 9      | 75-89 ans    | 11,6   |
| 20,9   | 60-74 ans    | 21,2   |
| 21,3   | 45-59 ans    | 20,8   |
| 17,4   | 30-44 ans    | 17,1   |
| 14,3   | 15-29 ans    | 12,1   |
| 16,1   | 0-14 ans     | 14,7   |

## Économie
D'après l'INSEE, le taux de chômage à Montgardin en 2004 était de 6,6 %. En 2008, le revenu fiscal moyen par foyer était de 20 785 €. Dans le vieux village, l'agriculture tient une part importante de l'activité économique. Depuis quelques années se développe l'activité touristique. Plusieurs campings accueillent une population de touristes significative.
Montgardin compte deux restaurants : Chez Monette, au croisement de la RN 94 et de la RD 942, et l'Auberge du Moulin au pied du village.

## Culture locale et patrimoine

### Lieux et monuments
- Au XIIIe siècle, selon le chanoine Jacques[33], il existait à Montgardin un prieuré consacré à saint Géraud, au quartier de la Plaine. « Une maison particulière est aujourd'hui bâtie sur son emplacement. En 1954, des fouilles faites par son propriétaire lors de la construction d'une cave ont mis au jour un squelette humain et un talon de sandale. »
- Le château de Montgardin (XIVe siècle), restauré et aménagé depuis trente ans, possède encore deux tours rondes dont une entière et une dont il ne reste que le premier étage et un mur. De nombreux pans de murs sont d'origine. En 2007, 90 % environ du bâtiment était habitable et habité. À l'origine, ce château abritait la famille des seigneurs de Montgardin. Son actuel propriétaire et restaurateur est l'architecte P. Wagner.
- L'église Saint-Pélade. Autrefois nommée « Saint Géraud », elle était la chapelle du château. Agrandie, elle est depuis le XVIIIe siècle l'église paroissiale. Grâce aux efforts de la municipalité, l'église Saint-Pélade est aujourd'hui une des plus belles du diocèse de Gap et d'Embrun. Éclairée, elle est visible la nuit depuis la RN 94.

### Fêtes et foires
La fête communale a lieu le dimanche suivant le 7 janvier, jour de célébration de Saint Pelade, saint patron de la commune, et la fête patronale, le premier dimanche de juin.

### Personnalités liées à la commune

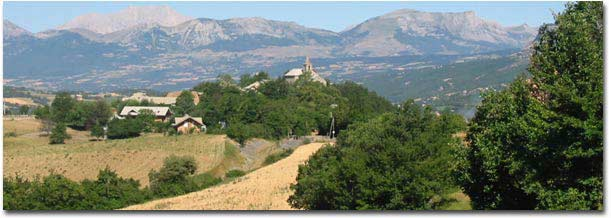
Vue de Montgardin.

- Les frères Rambaud, capitaines Furmeyer, protestants, parents de Guillaume Farel, Lesdiguières.
- Charles Troesch, curé de la paroisse depuis 2011.

### Familles possédant la seigneurie
| Famille              | Dates       |
| -------------------- | ----------- |
| Rambaud              | 1080 - 1649 |
| Laval (co-seigneurs) | 1173 - 1460 |
| Aiguebelle           | 1649 - 1728 |
| Revillasc            | 1728 - 1792 |

### Héraldique
| Blason de Montgardin | Blason  | Mantelé de gueules au château d'argent maçonné de sable, ouvert et ajouré du champ, surmonté d'une rose aussi d'argent, et d'or à deux dauphins affrontés d'azur crêtés, barbés, lorés, peautrés et oreillés de gueules. |
| Blason de Montgardin | Détails | Créé par JF Binon.Adopté :Bulletin municipal.mai 2008. |